# 鑲嵌現象
鑲嵌現象是指从单一受精卵发育而成的同一个体的细胞有不同的遗传组成、染色体结构或染色体数目的现象。镶嵌现象可以和嵌合體相对比，在嵌合体的胚胎发育早期，多个受精卵相融合而导致同一个体中不同基因型的出现。